# 湯瑪斯·凡提柏格
湯瑪斯·凡提柏格（丹麥語：Thomas Vinterberg，丹麥語：[ˈtsʰʌmæs ˈve̝nˀtɐˌpɛɐ̯ˀ]），是一位丹麥導演，同時也是激進電影運動道格玛95宣言的共同發起人之一，其電影作品《那一個晚上》是首部遵循道格玛宣言所拍攝出來的電影，並獲得坎城影展評審團獎。

## 電影作品
- 1996：《最偉大的英雄》（De største helte）
- 1998：《那一個晚上》（Festen）
- 2000：《The Third Lie》
- 2003：《愛在大雪紛飛時》（It's All About Love）
- 2004：《親愛的溫蒂》（Dear Wendy）
- 2007：《男人回家》（En mand kommer hjem）
- 2010：《傷心潛水艇》（Submarino）
- 2012：（Jagten）
- 2015：《遠離塵囂：珍愛相隨》（Far From the Madding Crowd）
- 2016：《丹麥共居生活》（Kollektivet）
- 2018：《庫爾斯克號：深海救援》（Kursk）
- 2020：《醉好的時光》（Druk）

## 主要獎項
- 羅伯獎最佳導演
2014年（Jagten）

- 羅伯獎最佳編劇
2014年（Jagten）